# Ameloblast

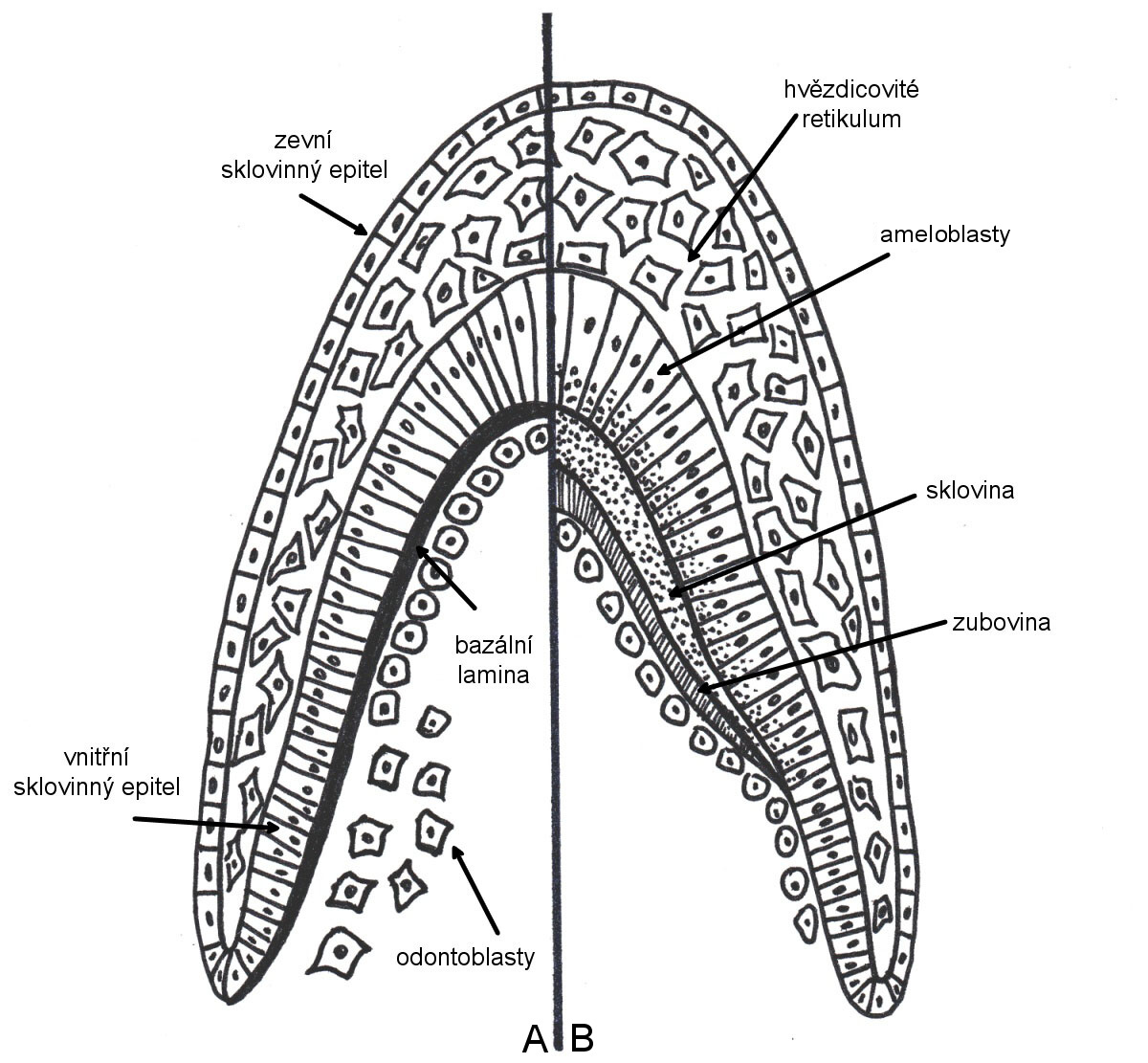
Tvorba skloviny: A - ve stádiu zvonku, B - pozdější stádium, ameloblasty již produkují sklovinu, která je brzy začne vytlačovat směrem do hvězdicovitého retikula.

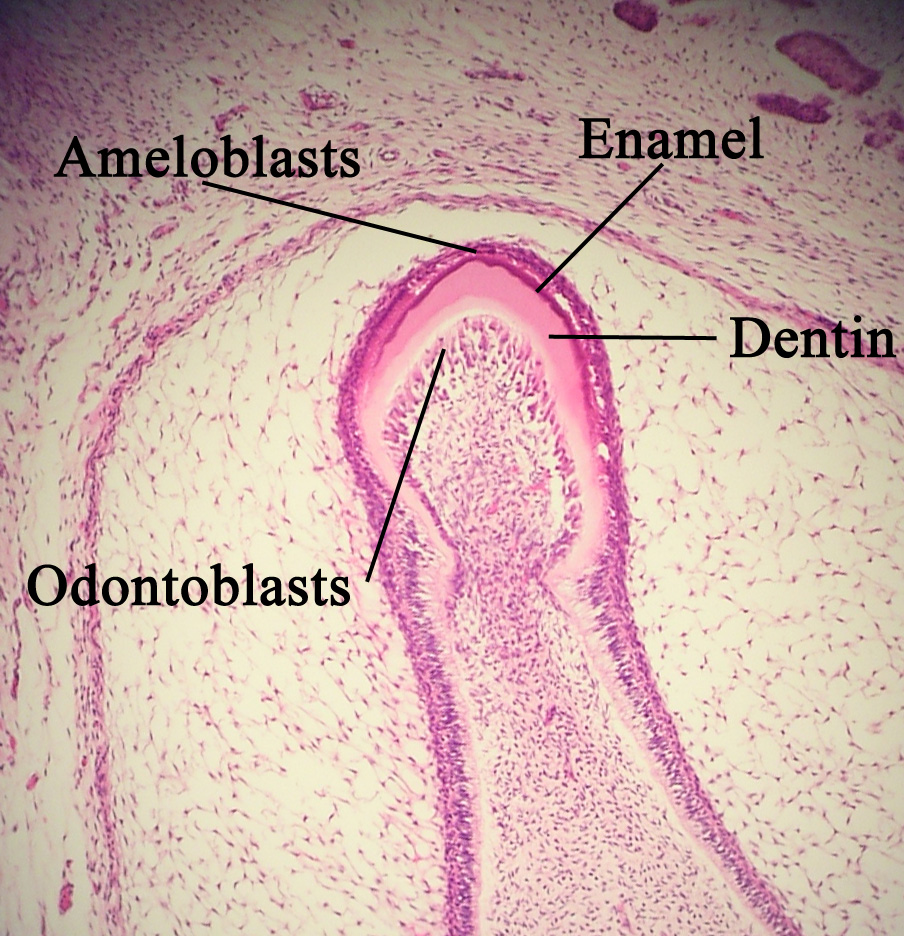
Mineralizace skloviny: na povrchu jsou patrné odstupující ameloblasty, které vytlačuje jimi produkovaná zubní sklovina (enamel).

Ameloblasty jsou buňky objevující se a fungující jen při vývoji zubu u obratlovců jako ložisko zubní skloviny, tvrdé vnější vrstvy zubu, která formuje kousací povrch.

## Popis a funkce
Ameloblasty jsou vysoké cylindrické buňky ektodermálního původu s velkým množstvím mitochondrií. V průměru mají přibližně 4 μm a 40 μm na délku a mají v průřezu hexagonální tvar. Každý ameloblast je opatřen apikálním výběžkem známým jako Tomesův výběžek obsahující sekreční granula s proteiny enamelinem a amelogeninem vytvářející sklovinu, nejtvrdší látku v lidském těle.

## Stručně vznikzubu
Koncem 5. týdne těhotenství dochází ke spojení maxilárních, mediálních nasálních a mandibulárních výběžků, rovněž se propojí epitelová tkáň za vzniku souvislého odontogenního epitelu pro horní a dolní čelist. Ze zevní části epitelu poté vzniká vestibulární lišta (lamina vestibularis), z vnitřní části zubní lišta (lamina dentalis) – epitelový základ dentice. Obě části epitelu, které již rozložením odpovídají tvaru čelistí, se proti sobě zvedají a tvoří val, mezi který se vmezeřuje ektomezenchym.
Zubní lišta se posléze mění v tzv. sklovinný orgán, jmenovitě ve stádiích: pupen, pohárek a zvonek. Ve stádiu pupenu (8. týden těhotenství) se lišty rozdělují do 10 samostatných ostrůvků, tvoří základ ektodermové části zubu. Zubní pupeny se v průběhu 9. týdne těhotenství zanořují do mezenchymu čelisti a vytváří stádium pohárku. V tomto stádiu dochází k rozestoupení stěny a vzniku zevní a vnitřní vrstvy buněk, mezi nimiž se vytváří tzv. hvězdicovité retikulum. Tuto strukturu nazýváme sklovinný orgán; mezenchym se vyklenuje do zubního pohárku a vytváří zubní papilu (papilla densalis). Kolem 12. týdne těhotenství začínají do papily vrůstat cévy a nervy, pohárek se mění ve stádium zvonku.

## Vznik ameloblastů
Na zubní liště (lamina dentalis)se zhruba v 6. týdnu těhotenství tvoří v desíti (u mléčného chrupu), resp. dvaceti (u stálého chrupu) ohniscích ektodermové čepičky. Mezenchym se diferencuje na buňky vytvářející cement, povrchová ektodermová vrstva vytváří zevní a vnitřní sklovinný epitel. Ze zevního sklovinného epitelu se diferencují odontoblasty nasedající ze spodní strany na bazální laminu, z vnitřního sklovinného epitelu pak ameloblasty nasedající na bazální laminu shora.

### Regulace tvorby ameloblastů
Ameloblasty jsou plně funkční, až když je první vrstva zuboviny přeměněna na odontoblasty.
Ještě před vlastní produkcí skloviny ovlivňují ameloblasty povrchovou vrstvu buněk zubní papily, jež přemění na odontoblasty. Odontoblasty poté začnou vylučovat predentin, který stimuluje ameloblasty k sekreci skloviny.

## Tvorbaskloviny
Ameloblasty jsou epitelovými buňkami secernující ze spodní strany svého povrchu, která je přivrácena k bazální lamině (lamina basalis), nikoli ze strany vrchní, jak tomu běžně u epiteliálních buněk bývá. Ameloblasty odbourávají bazální laminu, ke které přisedají, a Tomesovy výběžky secernují na oblast odontoblastů a zuboviny sklovinu. Poté dochází k mineralizaci, u které ale není úloha ameloblastů zcela objasněna.
Jelikož secernují ameloblasty sklovinu "pod sebe", jsou jí postupně vytlačovány do hvězdicovitého retikula. Poté, co dosáhne sklovina patřičné tloušťky, mění se ameloblasty na povrchové kubické buňky, které se při prořezávání zubu sdírají.
K morfogenezi zubů dochází mezi ději tvořícími epitel obličeje a neurální lištou mezenchymálního původu. Přestože se předpokládá, že diferenciace ameloblastů a počátek ukládání sklovinné matrix se děje až po dokončení morfogeneze korunky, objevuje se stále více důkazů o tom, že k oddělení linie ameloblastových buněk může docházet mnohem dříve. Příkladem je detekce receptoru Notch, který je v jiných vývojových systémech spojen s determinací buněk, v zubním epitelu byl pozorován ještě před stádiem zubního pupenu.